# Зубата акула гранульована
Зубата акула гранульована (Centroscyllium granulatum) — акула з роду Зубата акула родини Ліхтарні акули.

## Опис
Загальна довжина досягає 30 см. Голова помірного розміру. Очі великі, овальні. Позаду них є невеликі бризкальця. Рот вузький, сильно зігнутий. Зуби дрібні, з 3 верхівками та високою середньою верхівкою. Тулуб обтічний, сигароподібний, помірно товсте, стиснуте з боків. Шкіряні зубчики маленькі, конічної форми з невеликим гачком, спрямованим назад. Утворюють своєрідні гранули — звідси походить назва цієї акули. Грудні та черевні плавці маленькі. Має 2 спинних плавця з дещо зігнутими, рифленими шипами. задній плавець значно більше за перший. Черево довге. Анальний плавець відсутній. Хвостовий плавець широкий. Хвостове стебло довге.
Забарвлення чорно-коричневе. Очі із зеленуватим відливом.

## Спосіб життя
Тримається на глибині до 450 м. Здійснює добові міграції. Живиться переважно ракоподібними, невеликими головоногими молюсками, інколи дрібною костистою рибою.
Це яйцеживородна акула. Стосовно процесу парування та розмноження немає інформації.

## Розповсюдження
Мешкає в акваторії Фолклендських островів (Велика Британія) та Чилі.